# 市来正之丞
市来 正之丞（いちき しょうのじょう、文政5年（1822年） - 明治6年（1874年））は、幕末の薩摩藩士。通称は六左衛門。妻は西郷隆盛の妹である琴。
義兄である西郷隆盛へ書簡を多々送るなど、隆盛との関係はとても親密だった。慶応3年（1867年）のパリ万国博覧会ではヨーロッパに使節団として渡っている。明治6年（1874年）に、政変で敗れた西郷隆盛が参議を辞職して鹿児島県へ帰郷した直後に、病気のため亡くなった。

## 登場作品
テレビドラマ
- 『田原坂』（1987年 日本テレビ年末時代劇スペシャル 演：井川比佐志）